# Jinsha, Bijie
Jinsha, tidigare stavat Kinsha, är ett härad i Bijies stad på prefekturnivå i provinsen Guizhou i sydvästra Kina.
Under svältkatastrofen under det Stora språnget 1958-62 hörde Jinsha till en av de hårdast drabbade orterna.

## Administrativ indelning
Jinsha är indelat i tre stadsdelsdistrikt, 14 köpingar, en socken och sex etniska minoritetssocknar.
Stadsdelsdistrikt (jiedao):

- Wulong (五龙街道)
- Xiluo (西洛街道)
- Yankong (岩孔街道)

Köpingar (zhen):

- Andi (安底镇)
- Changba (长坝镇)
- Chayuan (茶园镇)
- Chengguan (城关镇)
- Gaoping (高坪镇)
- Houshan (后山镇)
- Huajue (化觉镇)
- Lantou (岚头镇)
- Mukong (木孔镇)
- Pingba (平坝镇)
- Qingchi (清池镇)
- Shatu (沙土镇)
- Yuancun (源村镇)
- Yumo (禹谟镇)

Socknar (xiang):

- Guihua (桂花乡)

Etniska minoritetssocknar  (zu xiang):

- Anluo (Ānluò Miáozú Yízú Mănzú Xiāng, 安洛苗族彝族满族乡)
- Datian (Dàtián Yízú Miáozú Bùyīzú Xiāng, 大田彝族苗族布依族乡)
- Malu (Mălù Yízú Miáozú Xiāng, 马路彝族苗族乡)
- Shichang (Shíchăng Miáozú Yízú Xiāng, 石场苗族彝族乡)
- Taiping (Tàipíng Yízú Miáozú Xiāng, 太平彝族苗族乡)
- Xinhua (Xīnhuà Miáozú Yízú Mănzú Xiāng, 新化苗族彝族满族乡)

Nyckel mellan sockennamn och folk (en socken kan avse flera folk):
- Báizú = Baifolket
- Bùyīzú = Bouyeifolket
- Huízú = Huifolket
- Mănzú = Manchuer
- Miáozú = Miaofolket
- Yízú = Yifolket